# Стара Подусівка
Стара Подусівка — історично сформована місцевість (район) Чернігова, розташована на території Новозаводського адміністративного району.

## Історія
Вперше згадується в царській грамоті 1709 року в підтвердження володінь чернігівського протопопа Миколи Сіндаровського: «поля пахатние, займища, дубровы, сеножати и съ людми въ селѣ Подусовщине».
Подусівка виникла на землях чернігівської сім'ї Подусів (від якої і походить назва), про що свідчить універсал гетьмана Івана Скоропадського 1710 року Сіндаровському: «випись на куплених од Ганни Радчихи Подусихи, мѣщанки чернѣговской, поля, дубровъ и сеножатей, над рѣчкой Белоусомѣ будучіхъ; випись на куплених од Васька і Нестер Денісенковъ нивъ трохъ і дуброви, до грунту Подъусовского прилеглій; випись на купленние од Лаврѣна Думи ниви Крупениковской зъ гаемъ, сѣножатю и дубровою, до Подусовського грунту прилеглой».
З початком діяльності Чернігівського повітового земельного відділу в лютому 1919 року в Подусівці створені трудова артіль і городнє товариство, але їх роботу припинила Громадянська війна.
У 1941 і 1943 року в районі Подусівки велися бої при обороні і звільненні Чернігова під час Німецько-радянської війни. На місці братських могил, що на південь від Подусівський хутора, встановлений Меморіальний комплекс (урочище Подусівка).
У 1955 році, коли в Чернігові набуло значних розмірів індивідуальне житлове будівництво, місту передано 100 га в районі Подусівки для забудови. Побудовано близько 50 вулиць і провулків, об'єкти соціальної сфери: кінотеатр «Жовтень», відділення зв'язку, освітні (школи № 18 і № 21, школа-інтернат) і медичні (філія поліклініки) установи, ряд підприємств, оздоровчих закладів.

## Географія
Район Стара Подусівка розташований в західній частині Чернігова між залізничними лініями Чернігів-Неданчичі і Чернігів-Добрянка, лісовими масивами. Забудова району представлена переважно приватними будинками, кілька 5-поверхових будинків розташовані по вулиці Гагаріна, кілька 9-поверхових — Дніпровська, Заньковецької, Харківська. Квартали району переважно представляють сітку квадратів і прямокутників, також є квартали трикутної форми, в південно-східній частині району — півколом.
На півночі до району примикає залізнична лінія Чернігів-Неданчичі, район Нова Подусівка і ліс, на півдні — промзона (на південь від вулиці Заньковецької) і ліс, на заході — вулиця Леоніда Пашина, дачні ділянки і ліс, на сході — лінія Чернігів-Добрянка.
Немає підприємств. З боку лісу на заході розташовані пансіонати та санаторії.
Основна вулиця — Тероборони, яка умовно поділяє район на північну і південну частину

## Соціальна сфера
Розташовані дитячі заклади (№ 19, № 57), школи (№ 18, № 21, школа-інтернат).
Є поліклініка (доросла, дитяча), бібліотека, магазини.

## Транспорт
- Тролейбус: 1.
- Автобус: 25, 25а, 26, 31.

По вул. Тероборони (колишня вул. Гагаріна) та вул. Дніпровська проходять більшість маршрутів району. Маршрути пов'язують район з багатьма районами міста і селом Старий Білоус.